# Heteropogon eburnus
Heteropogon eburnus là một loài ruồi trong họ Asilidae. Heteropogon eburnus được Walker miêu tả năm 1849. Loài này phân bố ở vùng Tân nhiệt đới.